# Nous aurons toute la mort pour dormir
 (mai 2025).
Pour plus de détails, voir Fiche technique et Distribution.
Nous aurons toute la mort pour dormir est un documentaire franco-mauritanien réalisé par Med Hondo, sorti en 1977.

## Synopsis
La lutte armée engagée par le Front Polisario pour l'indépendance du Sahara occidental à la suite du retrait de l'Espagne.

## Fiche technique
- Titre : Nous aurons toute la mort pour dormir
- Réalisation : Med Hondo
- Scénario : Med Hondo
- Photographie : Jean Monsigny
- Montage : Youcef Tobni et Hamid Djellouli
- Son : Antoine Bonfanti et Jacqueline Meppiel
- Société de production : Les Films Soleil O
- Pays d'origine :  France -  Mauritanie
- Durée : 160 minutes
- Date de sortie : France - 23 mars 1977

## Distinctions
- 1977 : Prix de l’O.C.I.C. (Office Catholique International du Cinéma) à la Berlinale[1]